# 아무리 미워도
아무리 미워도는 1969년 공개된 대한민국의 영화이다.

## 배역
- 김지미
- 장동휘
- 신성일
- 남정임
- 박암
- 한은진
- 전영주
- 김정훈
- 노강
- 나정옥
- 김웅
- 조덕성
- 임해림
- 윤일주
- 임성포
- 문미봉